# Aleš Klégr
Aleš Klégr (* 27. listopadu 1951) je český anglista – lexikolog, lexikograf, sémantik a morfolog.

## Profesní dráha
Vystudoval anglistiku a psychologii na Filozofické fakultě Univerzity Karlovy (1977). Mezi jeho učiteli byli Bohumil Trnka a Ivan Poldauf, nejvíce byl ovlivněn pozdější dlouholetou spoluprací s Libuší Duškovou.
Jeho prvním působištem byl Encyklopedický ústav ČSAV(1977), dále JŠ Praha (1980) a dvě VŠ katedry jazyků. V r. 1990 se stal členem Katedry, resp. Ústavu anglistiky a amerikanistiky FF UK. Od r. 2008 až do odchodu do důchodu (2019) vyučoval v Ústavu anglického jazyka a didaktiky FF UK. V r. 1996 jmenován docentem, 2004 profesorem pro obor anglický jazyk.
Jeho hlavní zaměření: lexikologie a morfologie, systémové a textové vztahy mezi angličtinou a češtinou na rovině gramaticko-lexikální. Byl členem České asociace anglistů (pod European Society for the Study of English) a Pražského lingvistického kroužku. Redaktor Časopisu pro moderní filologii (od 2009).
K nejvýznamnějším položkám v jeho odborné bibliografii patří The Noun in Translation (Praha 1996); English Complex Prepositions of the Type in spite of and Analogous Sequences (2002), Česko-anglický slovník spojení: podstatné jméno a sloveso (2005), a především Tezaurus jazyka českého (2007; srov. https://beta.najdislovo.cz/entry?klegr=438_vzd%C4%9Blan%C3%BD&haller=&click=klegr&q=vzd%C4%9Blan%C3%BD); nověji Lexikální anglicismy v češtině (s I. Boizděchovou, 2024). Zabýval se i překladem do angličtiny (Vachek, Dictionary of the Prague School of Linguistics, 2003, spolupřekl. L, Dušková, J. Čermák, M. Malá, P. Šaldová) a z angličtiny (Haspelmath, Sims, O čem je morfologie, 2015, s K. Vašků; Schipper, Nikdy si neber ženu s velkýma nohama; Geeraerts, Teorie lexikální sémantiky, 2019). 

## Výběr z dalších publikací
- Rogetův Thesaurus a onomaziologická lexikografie, Časopis pro moderní filologii 82, 65-84, 2000;
- Coordination as a factor in article usage, Brno Studies in English 28, 27-56 (2002, s Libuší Duškovou);
- English Complex Prepositions of the Type in spite of and Analogous Sequences. Prague, Karolinum-Univerzita Karlova v Praze, Nakladatelství Karolinum, 2002;
- Modality in Czech and English. Possibility Particles and the Conditional Mood in a Parallel Corpus, International Journal of Corpus Linguistics 9, 83-95 (2004, s Františkem Čermákem);
- Wellingtons or Elliptic Shortening, Prague Studies in English 23, Acta Universitatis Carolinae, 95-110 (2004);
- Sadness/smutek: a comparison of the verbal collocates, in: Čermák, J. et al. (eds.), Patterns. A Festschrift for Libuše Dušková, Praha, FF UK, 91-105;
- Kolokační faux amis, in: Čermák, F. et al. (eds.), Kolokace, Praha (2006, s Pavlínou Šaldovou);
- Onomasiological Cycle: Up the Down Staircase, Prague Studies in English 24, Acta Universitatis Carolinae, 7-18 (2006, s Janem Čermákem);
- Tezaurus jazyka českého, Praha: Nakladatelství Lidové Noviny, 2007, str. 1190, ISBN 978-80-7106-920-1. Dostupné online
- Binomials in an Historical English Literary Perspective: Shakespeare, Chaucer, Beowulf, In M. Procházka, J. Čermák (eds) Shakespeare between the Middle Ages and Modernity: From Translator's Art to Academic Discourse. A Tribute to Professor Martin Hilský, MBE. Prague: Charles University, Faculty of Arts, ISBN 978-80-7308-244-4 (2008, s Janem Čermákem);
- Neologisms of the ‘On-the-Pattern-of’ Type: Analogy as a word-formation process? In: M. Procházka, M. Malá, P. Šaldová eds, The Prague School and Theories of Structure, Interfacing Science, Literature, and the Humanities. Göttingen: Vandenhoeck und Ruprecht Unipress, pp. 229-241. (2010 Jointly with J. Čermák).
- Anglické ekvivalenty nejfrekventovanějších českých předložek, Praha: Karolinum (2012 s Markétou Malou a Pavlínou Šaldovou).
- On Concatenative and Non-Concatenative Lexeme-Formation Patterns in English. Linguistica Pragensia 25, 2/2015, s. 89-102. https://linguisticapragensia.ff.cuni.cz/wp-content/uploads/sites/12/2015/11/Ales_Klegr_89-102.pdf
- Language is embiggened by words that don’t exist: the case of a circumfix. Linguistica Pragensia 28, 1/2018, 53-70. https://linguisticapragensia.ff.cuni.cz/wp-content/uploads/sites/12/2018/07/Ales_Klegr_53-70.pdf.
- Pseudo-Anglicisms in Czech. Between Borrowing and Neology. In: Oncins-Martínez, José L.,  Martín-Solano, Ramón  (eds.) Anglicisms and Corpus Linguistics: Corpus-Aided Research on the Influence of English on European Languages. Berlin: Peter Lang, s.137-157.   ISBN 978-3-631-79977-2 (2022, s Ivanou Bozděchovou).
- Lexikální anglicismy v češtině. Praha: Karolinum (2024, s Ivanou Bozděchovou); https://dspace.cuni.cz/bitstream/handle/20.500.11956/188953/9788024658629.pdf?sequence=1&isAllowed=y
- A Layered Taxonomy of Lexical Anglicisms (Brno Studies in English, Vol. 50, No. 1 (2024); https://digilib.phil.muni.cz/sites/default/files/pdf/BSE2024-1-04.pdf
- Rudnicka,  Karolina, Aleš  Klégr (2024) Non-verbal   Plural   Number Agreement  in  the  Cross-linguistic  Context:  Combining  Corpus  Findings  with Two  Kinds  of  Acceptability  Rating  Results  for  English,  German,  Polish,  and Czech. Nordic Journal of English Studies 23(2):92–119. https://publicera.kb.se/njes/article/view/39166/29173